# 清朝郡王列表
多羅郡王是清朝宗室的第二等爵位，僅次於和碩親王。
本條目列出清朝歷史上所有的宗室郡王，包含被奪爵和追封的郡王，但是不包含曾是郡王但是後來晉升親王的人，換句話說，此表只包含死時或死後為郡王，或者曾經是郡王且沒有更高封號的郡王。表中人物排序按其出生年份。
有关外藩郡王的详细内容，请见外藩蒙古王公、回部王公、西藏郡王等。

## 宗室郡王
| 人名     | 封/諡號          | 父親                      | 出生年份 | 逝世年份 | 封爵年份      | 備注                                                                                       |
| -------- | ---------------- | ------------------------- | -------- | -------- | ------------- | ------------------------------------------------------------------------------------------ |
| 禮敦     | 多羅武功郡王     | 清景祖覺昌安 （長子）     | 不詳     | 不詳     | 1636年        | 追封                                                                                       |
| 額爾袞   | 多羅慧哲郡王     | 清景祖覺昌安 （次子）     | 不詳     | 不詳     | 1653年        | 追封                                                                                       |
| 齋堪     | 多羅宣獻郡王     | 清景祖覺昌安 （三子）     | 不詳     | 不詳     | 1653年        | 追封                                                                                       |
| 雅尔哈齐 | 多羅通達郡王     | 清显祖塔克世 （四子）     | 不詳     | 不詳     | 1653年        | 追封                                                                                       |
| 阿巴泰   | 多羅饒餘郡王     | 清太祖努爾哈赤 （七子）   | 1589年   | 1646年   | 1644年        |                                                                                            |
| 岳託     | 多羅克勤郡王     | 代善 （長子）             | 1599年   | 1639年   | 1639年        | 追封                                                                                       |
| 阿濟格   | 多羅武英郡王     | 清太祖努爾哈赤 （十二子） | 1605年   | 1651年   | 1636年        | 遭奪爵                                                                                     |
| 瓦克达   | 多羅谦郡王       | 代善 （四子）             | 1606年   | 1652年   | 1648年        | 谥号襄                                                                                     |
| 尼堪     | 多羅敬谨郡王     | 褚英 （三子）             | 1610年   | 1652年   | 1648年        | 1649年进亲王                                                                               |
| 博洛     | 多羅端重郡王     | 阿巴泰 （三子）           | 1613年   | 1652年   | 1647年 1650年 | 1649年进亲王，1650年降郡王，1651年复亲王，谥号定                                           |
| 多铎     | 多羅豫郡王       | 清太祖努尔哈赤 （十五子） | 1614年   | 1649年   | 1641年        | 1636年进亲王，1641年降亲王，1644年进亲王                                                   |
| 罗洛浑   | 多羅衍僖郡王     | 岳託 （長子）             | 1623年   | 1646年   | 1644年        | 谥号介                                                                                     |
| 阿达礼   | 多羅颖郡王       | 萨哈璘 （長子）           | 1624年   | 1643年   | 1636年        | 1643年革爵                                                                                 |
| 岳乐     | 多羅安郡王       | 阿巴泰 （四子）           | 1625年   | 1689年   | 1651年        | 1654年进亲王，谥号和                                                                       |
| 祜塞     | 多羅康郡王       | 代善 （八子）             | 1628年   | 1646年   | 1653年        | 追封，谥号惠顺                                                                             |
| 勒克德浑 | 多羅順承郡王     | 萨哈璘 （二子）           | 1629年   | 1652年   | 1648年        | 谥号恭惠                                                                                   |
| 硕塞     | 多罗承泽郡王     | 清太宗皇太极 （五子）     | 1629年   | 1655年   | 1644年 1650年 | 1649年封为亲王，1650年改封为多罗郡王，1651年进和硕承泽亲王                                 |
| 济度     | 多羅简郡王       | 济尔哈朗 （次子）         | 1633年   | 1660年   | 1651年        | 1657年进简亲王                                                                             |
| 勒度     | 多羅敏郡王       | 济尔哈朗 （三子）         | 1636年   | 1655年   | 1651年        | 谥号简                                                                                     |
| 多尼     | 多羅信郡王       | 多铎 （二子）             | 1636年   | 1661年   | 1652年        | 1649年袭豫亲王，1651年改封信亲王，1652年降信郡王。顺治十五年，谥宣和                       |
| 董额     | 多羅信郡王       | 多铎 （七子）             | 不詳     | 1706年   | 1703年        |                                                                                            |
| 罗科铎   | 多羅平郡王       | 罗洛浑 （長子）           | 1640年   | 1682年   | 1646年        | 1646年承袭衍禧郡王，1651年改号为平郡王，谥号比                                             |
| 蘭布     | 多羅敬谨郡王     | 尼堪 （二子）             | 1642年   | 1679年   | 1667年        | 1668年进亲王                                                                               |
| 猛瓘     | 多羅温郡王       | 豪格 （五子）             | 1643年   | 1674年   | 1657年        | 谥号良                                                                                     |
| 精济     | 多羅郡王         | 祜塞 （二子）             | 1645年   | 1649年   | 1646年        | 谥号怀愍                                                                                   |
| 傑書     | 多羅康郡王       | 祜塞 （三子）             | 1646年   | 1697年   | 1649年        | 1651年，加封号为康郡王，1659年进亲王                                                       |
| 博尔果洛 | 多羅惠郡王       | 硕塞 （二子）             | 不詳     | 不詳     | 1665年        | 1684年革爵                                                                                 |
| 诺罗布   | 多羅順承郡王     | 勒克德浑 （三子）         | 1650年   | 1717年   | 1715年        | 谥号忠                                                                                     |
| 勒尔锦   | 多羅順承郡王     | 勒克德浑 （四子）         | 1652年   | 1706年   | 1652年        | 1680年削爵                                                                                 |
| 玛尔浑   | 多羅安郡王       | 岳乐 （十五子）           | 1663年   | 1709年   | 1690年        | 谥号懿                                                                                     |
| 经希     | 多羅僖郡王       | 岳乐 （十七子）           | 1663年   | 1717年   | 1682年        | 1690年降奉恩镇国公                                                                         |
| 讷尔图   | 多羅平郡王       | 罗科铎 （四子）           | 1665年   | 1696年   | 1683年        | 1687年削爵                                                                                 |
| 佛永惠   | 多羅温郡王       | 猛瓘 （長子）             | 1667年   | 1678年   | 1674年        | 谥号哀                                                                                     |
| 延绶     | 多羅温郡王       | 猛瓘 （二子）             | 不詳     | 不詳     | 1678年        | 1698年降贝勒                                                                               |
| 鄂扎     | 多羅信郡王       | 多尼 （二子）             | 不詳     | 1702年   | 1661年        |                                                                                            |
| 蕴端     | 多羅勤郡王       | 岳乐 （十八子）           | 1671年   | 1705年   | 1684年        | 1690年降为固山贝子                                                                         |
| 允禔     | 多羅直郡王       | 清圣祖玄烨 （長子）       | 1672年   | 1735年   | 1698年        | 1708年革爵                                                                                 |
| 允祉     | 多羅诚郡王       | 清圣祖玄烨 （三子）       | 1677年   | 1732年   | 1698年 1728年 | 1699年降贝勒，1709年进亲王，1728年降郡王，1730年复亲王，同年革爵，1732年追封郡王，谥号隐   |
| 讷尔福   | 多羅平郡王       | 罗科铎 （六子）           | 1678年   | 1701年   | 1687年        | 谥号悼                                                                                     |
| 勒尔贝   | 多羅順承郡王     | 勒尔锦 （三子）           | 1678年   | 1682年   | 1681年        |                                                                                            |
| 允祐     | 多羅淳郡王       | 清圣祖玄烨 （七子）       | 1680年   | 1730年   | 1709年        | 1723年进亲王，谥号度                                                                       |
| 延奇     | 多羅順承郡王     | 勒尔锦 （四子）           | 1682年   | 1687年   | 1682年        |                                                                                            |
| 穆布巴   | 多羅順承郡王     | 勒尔锦 （五子）           | 1682年   | 1751年   | 1698年        | 1715年削爵                                                                                 |
| 允䄉     | 多羅敦郡王       | 清圣祖玄烨 （十子）       | 1683年   | 1741年   | 1709年        | 1724年革爵，1737年复封奉恩辅国公，1741年追封贝子                                           |
| 充保     | 多羅順承郡王     | 勒尔锦 （七子）           | 1685年   | 1698年   | 1687年        |                                                                                            |
| 允祹     | 多羅履郡王       | 清圣祖玄烨 （十二子）     | 1686年   | 1763年   | 1722年 1730年 | 1723年降贝子，1724年降奉恩镇国公，1730年复郡王，1735年进亲王，谥号懿                       |
| 允禵     | 多羅恂郡王       | 清圣祖玄烨 （十四子）     | 1688年   | 1755年   | 1723年 1748年 | 1725年降贝勒，1737年复封奉恩辅国公，1747年进贝勒，1748年进恂郡王，谥号勤                   |
| 锡保     | 多羅順承郡王     | 諾羅布 （四子）           | 1688年   | 1742年   | 1717年        | 1731年进为亲王，1733年削爵                                                                 |
| 讷尔苏   | 多羅平郡王       | 讷尔福 （長子）           | 1690年   | 1740年   | 1701年        | 1726年削爵                                                                                 |
| 讷清额   | 多羅克勤郡王     | 訥爾圖 （長子）           | 1692年   | 1765年   | 1780年        | 追封                                                                                       |
| 允禑     | 多羅愉郡王       | 清圣祖玄烨 （十五子）     | 1693年   | 1731年   | 1730年        | 谥号恪                                                                                     |
| 华圯     | 多羅安郡王       | 玛尔浑 （二子）           | 不詳     | 1718年   | 1709年        | 1723年停袭，谥号节                                                                         |
| 弘晳     | 多羅理郡王       | 允礽 （二子）             | 1694年   | 1742年   | 1723年        | 1730年进亲王，1739年革爵                                                                   |
| 球琳     | 多羅惠郡王       | 福苍 （長子）             | 不詳     | 不詳     | 1728年        | 1746年降贝勒，1757年革退                                                                   |
| 允礼     | 多羅果郡王       | 清圣祖玄烨 （十七子）     | 1697年   | 1738年   | 1723年        | 1728年进亲王，谥号毅                                                                       |
| 德昭     | 多羅信郡王       | 鄂扎 （五子）             | 1700年   | 1762年   | 1706年        | 谥号悫                                                                                     |
| 弘春     | 多羅泰郡王       | 允禵 （長子）             | 1703年   | 1739年   | 1736年        | 1733年进泰郡王，1734年降贝子，1735年革退                                                   |
| 熙良     | 多羅順承郡王     | 锡保 （長子）             | 1705年   | 1744年   | 1733年        | 谥号恪                                                                                     |
| 福彭     | 多羅平郡王       | 讷尔苏 （長子）           | 1708年   | 1749年   | 1726年        | 谥号敏                                                                                     |
| 弘暻     | 多羅淳郡王       | 允祐 （六子）             | 1711年   | 1777年   | 1730年        | 谥号慎                                                                                     |
| 允禧     | 多羅慎郡王       | 清圣祖玄烨 （二十一子）   | 1711年   | 1758年   | 1735年        | 谥号靖                                                                                     |
| 弘晈     | 多羅寧郡王       | 允祥 （四子）             | 1713年   | 1764年   | 1730年        | 谥号良                                                                                     |
| 允祁     | 加多罗郡王衔     | 清圣祖玄烨 （二十三子）   | 1714年   | 1785年   | 1784年        | 1784年加郡王衔                                                                             |
| 弘㬙     | 多羅理郡王       | 允礽 （十子）             | 1719年   | 1780年   | 1739年        | 谥号恪                                                                                     |
| 弘庆     | 多羅愉郡王       | 允禑 （三子）             | 1724年   | 1769年   | 1731年        | 谥号恭                                                                                     |
| 泰斐英阿 | 多羅順承郡王     | 熙良 （長子）             | 1728年   | 1756年   | 1744年        | 谥号恭                                                                                     |
| 庆明     | 多羅平郡王       | 福彭 （長子）             | 1733年   | 1750年   | 1749年        | 谥号僖                                                                                     |
| 庆恒     | 多羅克勤郡王     | 福秀 （子）               | 1733年   | 1779年   | 1750年 1775年 | 福彭嗣子，1750年袭平郡王，1762年降为贝子，1775年，复封为平郡王，1778年复号克勤郡王，谥号良 |
| 雅朗阿   | 多羅克勤郡王     | 讷清额 （十子）           | 1733年   | 1794年   | 1780年        | 谥号庄                                                                                     |
| 弘曕     | 多羅果郡王       | 清世宗胤禛 （六子）       | 1733年   | 1765年   | 1765年        | 谥号恭                                                                                     |
| 永璋     | 多罗循郡王       | 清高宗弘历 （三子）       | 1735年   | 1760年   | 1760年        | 追封                                                                                       |
| 永珹     | 多羅履郡王       | 清高宗弘历 （四子）       | 1739年   | 1777年   | 1763年        | 1799年追封亲王，谥号端                                                                     |
| 亮焕     | 多羅裕郡王       | 广禄 （十二子）           | 1740年   | 1808年   | 1786年        | 谥号僖                                                                                     |
| 弘畅     | 多羅諴郡王       | 允祕 （長子）             | 1741年   | 1795年   | 1774年 1783年 | 1777年进亲王，1783年降郡王，谥号密                                                         |
| 永瑢     | 多羅質郡王       | 清高宗弘历 （六子）       | 1744年   | 1790年   | 1772年        | 1789年进亲王，谥号庄                                                                       |
| 永璇     | 多羅仪郡王       | 清高宗弘历 （八子）       | 1746年   | 1832年   | 1779年        | 1797年进亲王，谥号慎                                                                       |
| 绵德     | 多羅定郡王       | 永璜 （長子）             | 1747年   | 1786年   | 1772年        | 1776年革                                                                                   |
| 绵恩     | 多羅定郡王       | 永璜 （二子）             | 1747年   | 1822年   | 1776年        | 1793年进亲王，谥号恭                                                                       |
| 如松     | 多羅信郡王       | 功宜布 （三子）           | 不詳     | 1770年   | 1762年        | 谥号恪                                                                                     |
| 修龄     | 多羅信郡王       | 德昭 （十五子）           | 1749年   | 1786年   | 1771年        | 1778年为豫亲王                                                                             |
| 恒元     | 多羅克勤郡王     | 雅朗阿 （二子）           | 1750年   | 1789年   | 1799年        | 追封                                                                                       |
| 绵伦     | 多羅和郡王       | 永璧 （長子）             | 1752年   | 1774年   | 1772年        | 谥号谨                                                                                     |
| 永瑹     | 多羅果郡王       | 弘曕 （長子）             | 1752年   | 1789年   | 1765年        | 谥号简                                                                                     |
| 恒昌     | 多羅順承郡王     | 泰斐英阿 （四子）         | 1753年   | 1778年   | 1756年        | 谥号慎                                                                                     |
| 永皓     | 多羅恒郡王       | 弘晊 （十子）             | 1755年   | 1788年   | 1775年        | 谥号敬                                                                                     |
| 绵循     | 多羅和郡王       | 永璧 （四子）             | 1758年   | 1817年   | 1780年        | 谥号恪                                                                                     |
| 恒谨     | 多羅克勤郡王     | 雅朗阿 （三子）           | 1761年   | 1803年   | 1795年        | 1799年夺爵                                                                                 |
| 绵惠     | 多羅履郡王       | 永珹 （長子）             | 1764年   | 1796年   | 1801年        | 追封                                                                                       |
| 绵亿     | 多羅荣郡王       | 永琪 （五子）             | 1764年   | 1815年   | 1799年        | 谥号恪                                                                                     |
| 永璘     | 多羅庆郡王       | 清高宗弘历 （十七子）     | 1766年   | 1820年   | 1799年        | 1820年进亲王，谥号僖                                                                       |
| 绵志     | 多羅仪郡王       | 永璇 （長子）             | 1768年   | 1834年   | 1832年        | 1813年加郡王衔，1815年除郡王衔，1819年复郡王衔，1820年除郡王衔，1823年复郡王衔             |
| 绵懃     | 多羅成郡王       | 永瑆 （長子）             | 1768年   | 1820年   | 1820年        | 追封                                                                                       |
| 尚格     | 多羅克勤郡王     | 恒元 （子）               | 1770年   | 1833年   | 1799年        | 谥号简                                                                                     |
| 伦柱     | 多羅順承郡王     | 恒昌 （長子）             | 1772年   | 1823年   | 1786年        | 谥号简                                                                                     |
| 绵庆     | 多羅質郡王       | 永瑢 （五子）             | 1779年   | 1804年   | 1790年        | 谥号恪                                                                                     |
| 无       | 穆郡王           | 清仁宗颙琰 （長子）       | 1779年   | 1780年   | 1820年        | 追封                                                                                       |
| 奕绶     | 多羅成郡王       | 绵懃 （長子）             | 1786年   | 1812年   | 1823年        | 追封                                                                                       |
| 载铨     | 多羅定郡王       | 奕绍 （長子）             | 1794年   | 1854年   | 1836年        | 1853年加亲王衔，谥号敏                                                                     |
| 绵恺     | 多羅惇郡王       | 清仁宗颙琰 （三子）       | 1795年   | 1838年   | 1827年        | 1828年复亲王，1838年降郡王，同年追复亲王，谥号恪                                           |
| 绵愍     | 多羅庆郡王       | 永璘 （三子）             | 1797年   | 1836年   | 1820年        | 谥号良                                                                                     |
| 春山     | 多羅順承郡王     | 伦柱 （子）               | 1800年   | 1854年   | 1823年        | 谥号勤                                                                                     |
| 承硕     | 多羅克勤郡王     | 尚格 （二子）             | 1802年   | 1839年   | 1833年        | 谥号恪                                                                                     |
| 载锐     | 多羅成郡王       | 奕绶 （長子）             | 1805年   | 1859年   | 1823年        | 谥号恭                                                                                     |
| 奕纬     | 多羅（隐志）郡王 | 清宣宗旻宁 （長子）       | 1808年   | 1831年   | 1850年        | 追封                                                                                       |
| 绵愉     | 多羅惠郡王       | 清仁宗颙琰 （五子）       | 1814年   | 1865年   | 1820年        | 1839年进亲王，谥号端                                                                       |
| 奕絪     | 加多罗郡王衔     | 绵志 （四子）             | 1817年   | 1893年   | 1884年        |                                                                                            |
| 庆惠     | 多羅克勤郡王     | 承硕 （長子）             | 1819年   | 1861年   | 1840年        | 谥号敬                                                                                     |
| 奕綵     | 多羅庆郡王       | 綿志 （五子）             | 1820年   | 1866年   | 1837年        | 1842年革爵归宗                                                                             |
| 奕纲     | 順郡王           | 清宣宗旻宁 （二子）       | 1826年   | 1827年   | 1850年        | 追封                                                                                       |
| 奕誌     | 多羅瑞郡王       | 绵忻 （長子）             | 1827年   | 1850年   | 1828年        | 谥号敏                                                                                     |
| 奕继     | 慧郡王           | 清宣宗旻宁 （三子）       | 1829年   | 1830年   | 1850年        | 追封                                                                                       |
| 溥庄     | 加多罗郡王衔     | 载锐 （長子）             | 1830年   | 1872年   | 1860年        |                                                                                            |
| 溥煦     | 多羅定郡王       | 载铭 （五子）             | 1831年   | 1907年   | 1854年        | 谥号慎                                                                                     |
| 奕誴     | 多羅惇郡王       | 清宣宗旻宁 （五子）       | 1831年   | 1889年   | 1846年 1856年 | 1855年降贝勒，1856年复郡王，1860年进亲王，谥号勤                                           |
| 奕劻     | 多羅庆郡王       | 绵性 （長子）             | 1838年   | 1917年   | 1884年        | 1872年加郡王衔，1884年进郡王，1894年进亲王，1908年准世袭罔替，谥号密                       |
| 载治     | 加多罗郡王衔     | 奕纪 （五子）             | 1839年   | 1881年   | 1860年        | 奕纬继子，1860年加郡王衔，谥号恭勤                                                         |
| 晋祺     | 多羅克勤郡王     | 庆惠 （長子）             | 1840年   | 1900年   | 1861年        | 谥号诚                                                                                     |
| 奕譞     | 多罗醇郡王       | 清宣宗旻宁 （七子）       | 1840年   | 1891年   | 1850年        | 1864年加亲王衔，1872年进亲王                                                               |
| 庆恩     | 多羅順承郡王     | 春山 （子）               | 1844年   | 1881年   | 1854年        | 谥号敏                                                                                     |
| 奕詥     | 多罗锺郡王       | 清宣宗旻宁 （八子）       | 1844年   | 1868年   | 1850年        | 谥号端                                                                                     |
| 奕譓     | 多罗孚郡王       | 清宣宗旻宁 （九子）       | 1845年   | 1877年   | 1850年        | 谥号敬                                                                                     |
| 奕详     | 多羅惠郡王       | 绵愉 （五子）             | 1849年   | 1886年   | 1864年        | 1872年加亲王衔，谥号敬                                                                     |
| 载濂     | 加多罗郡王衔     | 奕誴 （長子）             | 1854年   | 1917年   | 1889年        | 1900年革爵                                                                                 |
| 载漪     | 多羅端郡王       | 奕誴 （二子）             | 1856年   | 1922年   | 1894年        | 1889年加多罗郡王衔，1900年革                                                               |
| 无       | 憫郡王           | 清文宗奕詝 （二子）       | 1858年   | 1858年   | 1861年        | 追封                                                                                       |
| 载澂     | 加多罗郡王衔     | 奕訢 （長子）             | 1858年   | 1885年   | 1872年        | 1872年加郡王衔，谥号果敏                                                                   |
| 载滢     | 加多罗郡王衔     | 奕訢 （二子）             | 1861年   | 1909年   | 1889年        | 1889年加郡王衔，1900年革爵归宗                                                             |
| 崧杰     | 多羅克勤郡王     | 晋祺 （二子）             | 1879年   | 1910年   | 1900年        | 谥号顺                                                                                     |
| 訥勒赫   | 多羅順承郡王     | 庆恩 （長子）             | 1881年   | 1917年   | 1881年        | 谥号质                                                                                     |
| 载洵     | 加多罗郡王衔     | 奕譞 （六子）             | 1885年   | 1949年   | 1908年        |                                                                                            |
| 载涛     | 加多罗郡王衔     | 奕譞 （七子）             | 1887年   | 1970年   | 1908年        | 1908年加郡王衔                                                                             |
| 晏森     | 多羅克勤郡王     | 崧杰 （長子）             | 1896年   | 不詳     | 1910年        |                                                                                            |
| 文葵     | 多羅順承郡王     | 長福 （長子）             | 1911年   | 1992年   | 1917年        | 訥勒赫继子                                                                                 |

## 异姓郡王
| 人名   | 封/諡號  | 父親            | 出生年份 | 逝世年份 | 封爵年份 | 備注 |
| ------ | -------- | --------------- | -------- | -------- | -------- | ---- |
| 揚古利 | 武勛王   | 郎柱            | 1572年   | 1637年   | 1637年   | 追封 |
| 黃芳度 | 多羅郡王 | 黄梧            | 不詳     | 1675年   | 1675年   | 追封 |
| 傅恆   | 郡王銜   | 李荣保 （九子） | 1720年   | 1770年   | 1796年   | 追封 |
| 福康安 | 嘉勇郡王 | 傅恆            | 1753年   | 1796年   | 1796年   | 追封 |

## 外藩郡王

### 外藩蒙古郡王
标有符号*的为闲散亲王，其余为扎萨克亲王。

#### 内扎萨克蒙古

##### 哲里木盟
- 科尔沁左翼前旗冰图郡王
- 科尔沁右翼前旗扎萨克图郡王
- 科尔沁郡王*

##### 锡林郭勒盟
- 阿巴噶右翼旗卓哩克图郡王
- 阿巴噶左翼旗郡王
- 苏尼特左翼旗郡王
- 苏尼特右翼旗杜棱郡王
- 浩济特左翼旗额尔德尼郡王
- 浩济特右翼旗郡王

##### 烏蘭察布盟
- 四子王旗达尔汗卓哩克图郡王

##### 卓索图盟
- 喀喇沁右翼旗杜棱郡王

##### 昭乌达盟
- 敖汉左翼旗郡王
- 敖汉右翼旗郡王（清末授扎薩克）*
- 巴林右翼旗扎萨克郡王
- 翁牛特右翼旗杜棱郡王
- 奈曼旗达尔罕郡王

##### 伊克昭盟
- 鄂尔多斯左翼中旗郡王

#### 外札薩克蒙古

##### 外蒙古土謝圖汗部
- 土谢图汗部左翼中旗郡王
- 土谢图汗部中右旗郡王

##### 外蒙古賽音諾顏部
- 赛音诺颜部中右旗郡王
- 赛音诺颜部右翼右后旗郡王

##### 外蒙古车臣汗部
- 车臣汗部中右旗郡王

##### 外蒙古科布多
- 杜尔伯特中旗郡王
- 新土尔扈特右旗弼哩克图郡王

##### 西套蒙古
- 额济纳土尔扈特旗郡王

##### 青海蒙古
- 和硕特部前头旗郡王
- 和硕特部西前旗郡王
- 和硕特部前左翼头旗郡王

##### 新疆蒙古
- 东路旧土尔扈特右旗毕锡勒图郡王

### 回部郡王
- 吐魯番回部札薩克多羅郡王
- 阿克蘇回部郡王品級多羅貝勒
- 庫車回部多羅郡王

### 西藏郡王
- 西藏郡王：	颇罗鼐、珠尔默特那木札勒

## 參见
- 藩王